# Готфрид III фон Кирбург
Готфрид III фон Кирбург (на немски: Gottfried III, Wildgraf von Kyrburg; † 16 юни 1370) е вилдграф на Кирбург (над град Кирн).
Той е най-големият син на вилдграф Фридрих I фон Кирбург († 1365) и съпругата му Агнес фон Шонекен († сл. 1332/1344), дъщеря на Герхард I фон Шьонекен († 1317) и графиня Мехтилд фон Насау-Зиген († 1319), дъщеря на граф Ото I фон Насау († 1289/1290) и Агнес фон Лайнинген († ок. 1303). Внук е на вилдграф Готфрид II, преим. Руоф фон Кирбург († 1298). Брат е на Герхард I († 1356/1357/1358), вилдграф в Кирбург и Шмидтбург, Йохан († пр. 1370), свещеник в Монцинген, Фридрих II († 1369?), Хайнрих († сл. 1370), канон във Вайсенбург, Ото фон Дронекен († 1409), вилдграф в Дронекен, и на Маргарета фон Кирбург († 1368), омъжена пр. 13 октомври 1339 г. за Рейнграф и вилдграф Йохан II фон Щайн-Даун († 1383).

## Фамилия
Готфрид III фон Кирбург се жени на 17 ноември 1323 г. за София фон Даун († 1334 в Корона, погребана в Отерберг), дъщеря на Емих I фон Даун († 1313) и графиня Елизабет фон Лайнинген († сл. 1351), дъщеря на граф Фридрих V фон Лайнинген-Дагсбург († сл. 1327) и София фон Фрайбург († сл. 1335). Бракът е бездетен.